# Pui (gastronomie)

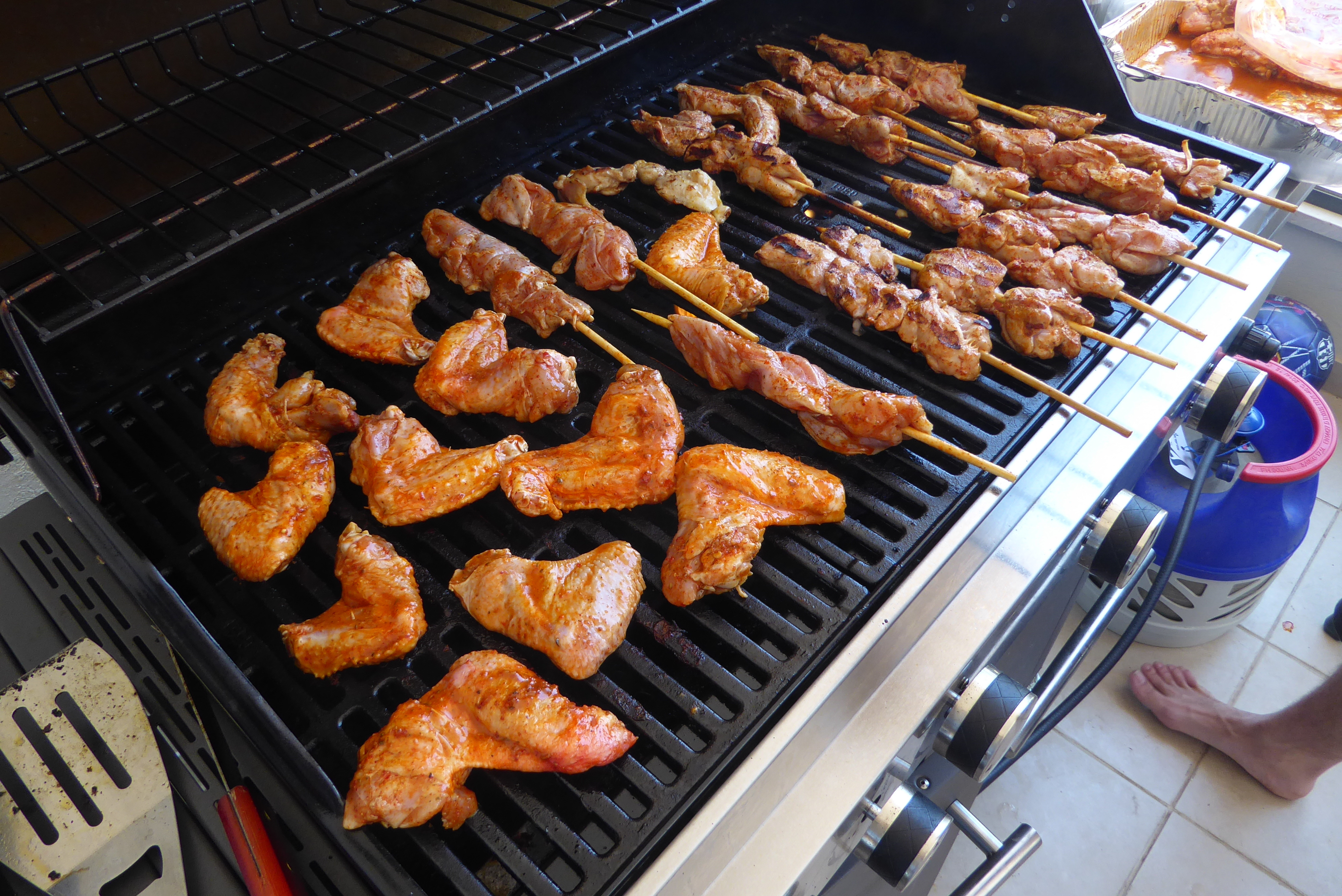
Pui

Puiul este o mâncare făcută din carne de pui de găină.